# マグダレーネ・フォン・バイエルン
マグダレーネ・フォン・バイエルン（Magdalene von Bayern, 1587年7月4日 - 1628年9月25日）は、ドイツのバイエルン公爵家の公女で、プファルツ＝ノイブルク公ヴォルフガング・ヴィルヘルムの最初の妻。バイエルン公ヴィルヘルム5世とその妻でロレーヌ公フランソワ1世の娘であるレナータ（ルネ）の間の末娘。バイエルン選帝侯マクシミリアン1世の妹。

## 生涯
1607年、30歳年上であるハプスブルク家のマティアス大公との縁談が持ち上がった。縁談の仲介者で大公の相談役だったウィーン司教メルヒオール・クレスル（Melchior Khlesl）は、この結婚を成立させることで、皇帝ルドルフ2世とマティアスの兄弟喧嘩において、バイエルンのマティアス支持を取り付けることを狙っていた。父ヴィルヘルム5世はこの縁談に乗り気だったが、家督を譲られていた長兄マクシミリアン1世は内オーストリア大公家のお家騒動に巻き込まれるのを嫌い、縁談を破談にした。マティアスは1608年に正式に縁談の辞退を承諾したが、今度は皇帝ルドルフ2世（35歳年上）とその従弟のレオポルト大公（1歳年上）がマグダレーネとの結婚に興味を持ち始めた。
レオポルト大公は1609年5月にミュンヘン宮廷を訪れ、マグダレーネに求婚を拒まれれば俗世を捨てて聖職者になるつもりだと宣言した。この縁談により、ルドルフ皇帝は弟マティアス大公の顔に泥を塗ろうと考えており、レオポルト大公はハプスブルク家の有力な家督相続候補者になるのを期待していた。マグダレーネはレオポルトの滞在中に彼に惹かれるようになり、マティアスとの縁談は全く望んでいなかったと公言するほどだったが、父と兄はレオポルトとの結婚を承諾しなかった。
1613年11月13日にミュンヘンにおいて、プファルツ＝ノイブルク公ヴォルフガング・ヴィルヘルムと結婚した。ヴォルフガング・ヴィルヘルムは兄マクシミリアン1世の親友の1人で、バイエルン公爵家はこの結婚によって同族のプファルツ＝ノイブルク公爵家が福音派からカトリックに転向することを期待していたのであった。婚礼はアイヒシュテット司教ヨハン・クリストフ・フォン・ヴェスターシュテッテン（Johann Christoph von Westerstetten）の主宰により、ミュンヘンの聖母教会（Frauenkirche (München)）で執り行われ、その後、17人もの王侯が出席した大変豪華な結婚披露宴が催された。3日後の11月16日、マグダレーネは自身と自身の子孫のバイエルン公爵家に対する相続請求権の一切を放棄する手続きを行った。花嫁持参金は5万グルデンだったが、兄マクシミリアン1世が用意した嫁入り支度金（Aussteuer）の3万グルデンを含めると、計8万グルデンという巨額に上った。
マグダレーネは自身の随員に2人のイエズス会修道士を加えることを夫に承諾させ、ノイブルクの公爵宮殿の上層部にカトリックの礼拝堂を造らせた。ノイブルク公爵家は当時、ブランデンブルク選帝侯家との間でユーリヒ＝クレーフェ＝ベルク連合公国をめぐる相続争いを起こしていた（ユーリヒ＝クレーフェ継承戦争）。カトリックの公爵夫人に対するノイブルク宮廷の反発は少なくなく、マグダレーネはミサの最中に礼拝堂の扉に鍵をかけられて閉じ込められるなど、嫌がらせも受けた。こうした問題への対応もあり、1614年5月15日、ヴォルフガング・ヴィルヘルムはデュッセルドルフのランベルトゥス教会（St. Lambertus）において、正式にカトリックに改宗した。この転向事件は対抗宗教改革にとって重要な勝利であり、マグダレーネを駒とした兄マクシミリアン1世の政略は見事に成功した。
公爵夫妻は完全な政略結婚だったにもかかわらず、幸福な家庭を築いた。マグダレーネは偉大な長兄マクシミリアン1世によく似て、巧妙で政略に長けた女性だった。1628年に41歳で亡くなり、ノイブルクに新築されたイエズス教会内の公爵家霊廟に葬られた。

## 子女
- フィリップ・ヴィルヘルム（1615年 - 1690年） - プファルツ選帝侯